# Place Jules-Guesde (Boulogne-Billancourt)
La place Jules-Guesde est un important carrefour de la commune de Boulogne-Billancourt, dans le département des Hauts-de-Seine, en France.

## Situation et accès

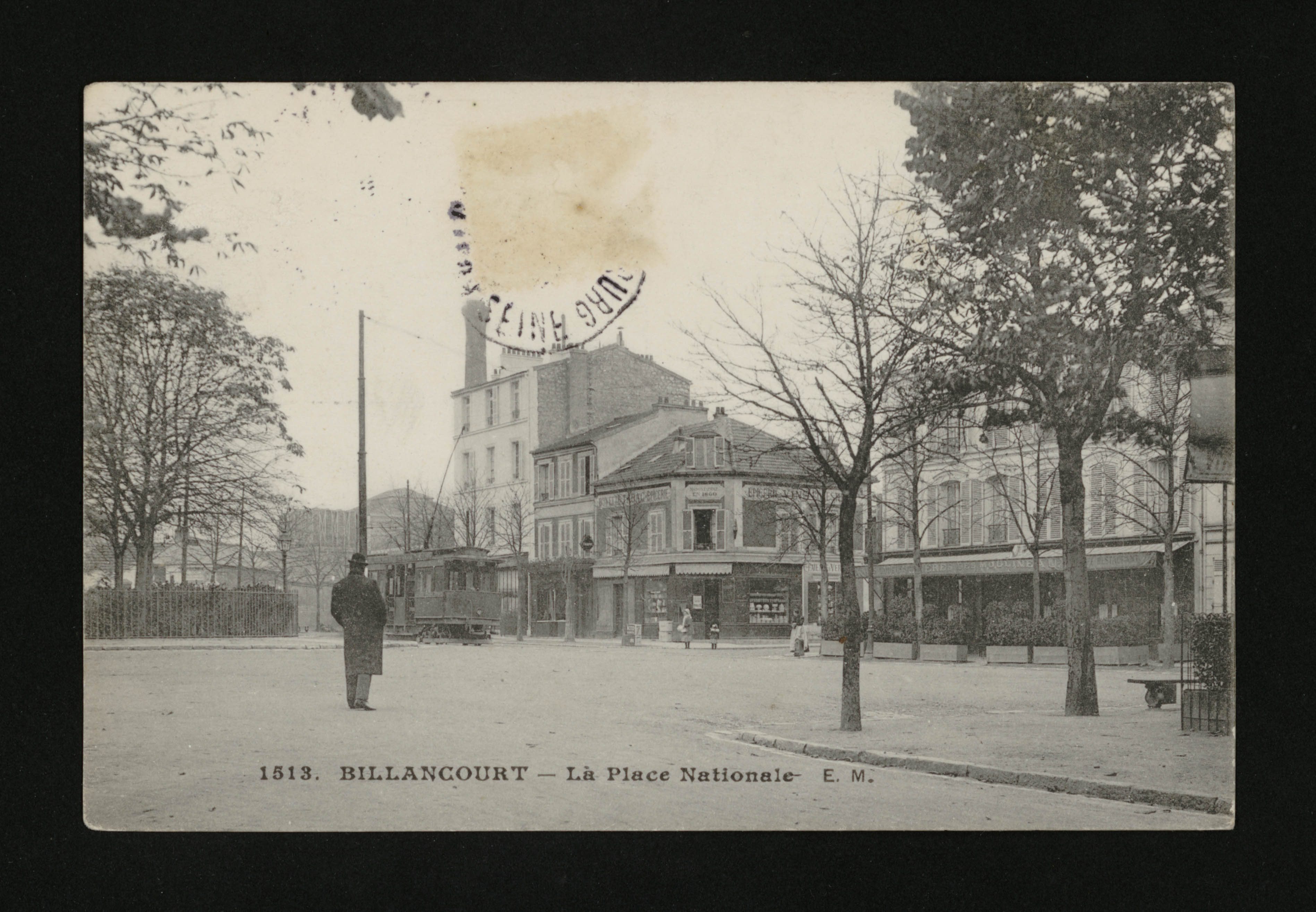
Carte postale - Boulogne-Billancourt - La Place Nationale.

C'est le point de rencontre de la rue du Point-du-Jour et de la rue de Meudon, et aussi de la rue Nationale et de la rue Yves-Kermen qui la traversent.

## Origine du nom
Cette place a été renommée en hommage à Jules Guesde (1845-1922), républicain, hostile au régime impérial.

## Historique

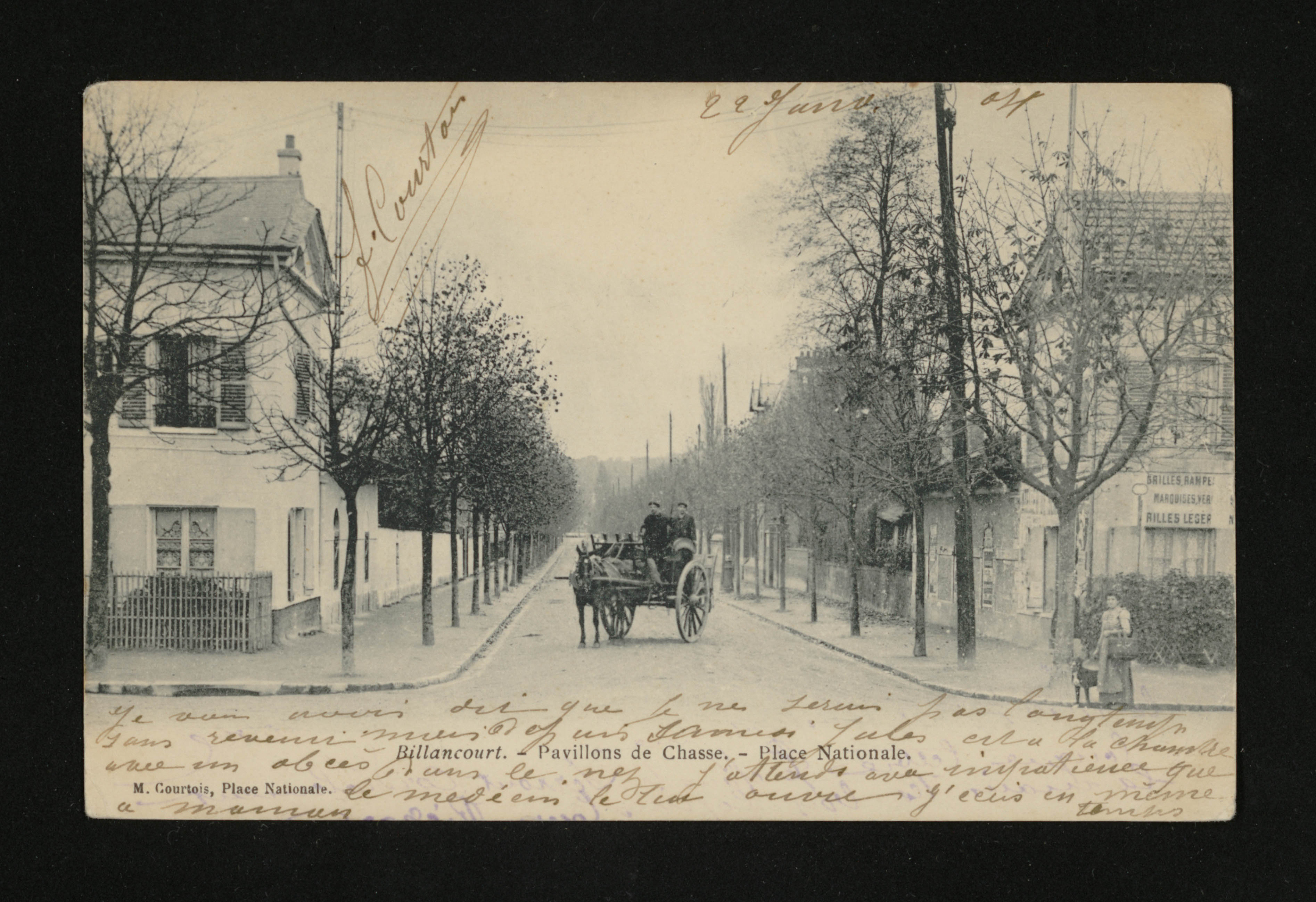
Carte postale - Boulogne-Billancourt- Pavillons de Chasse - Place Nationale.

Cette place a été conçue comme la place centrale du lotissement voulu par le baron de Gourcuff en 1824, et appelée tout d'abord place Centrale. Elle porte ensuite le nom de place Napoléon sous le Second Empire, puis, en 1880, devient la place Nationale.
C'est dans les années 1930 que le maire de l'époque, André Morizet, souhaite rendre hommage à Jules Guesde, responsable de mouvement ouvrier.
Malgré la fermeture des usines Renault, elle reste longtemps un lieu de rendez-vous des anciens salariés du constructeur automobile, et garde son identité avec le réaménagement des années 2010,.

## Bâtiments remarquables et lieux de mémoire

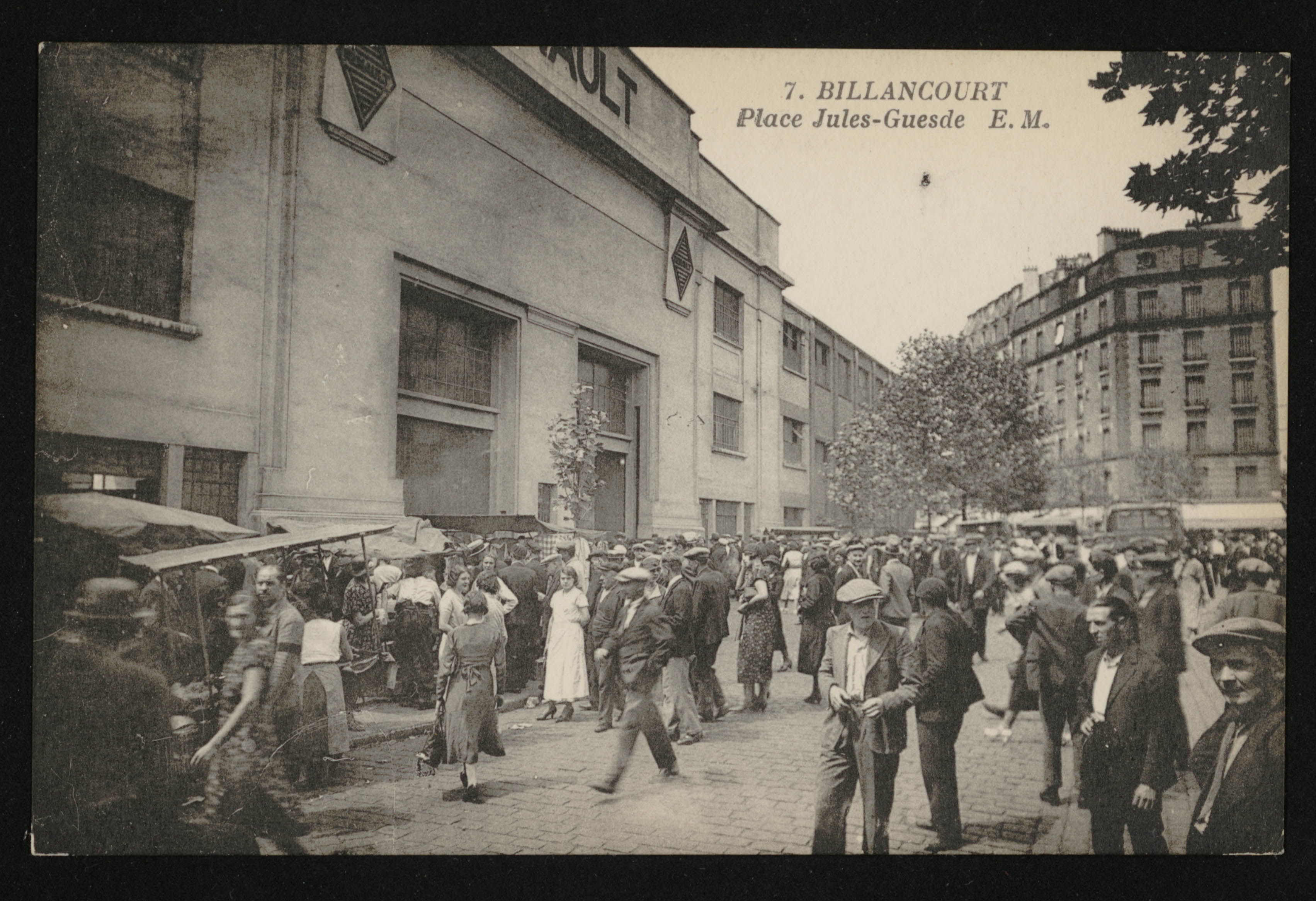
Carte postale - Boulogne-Billancourt - Place Jules Guesde.

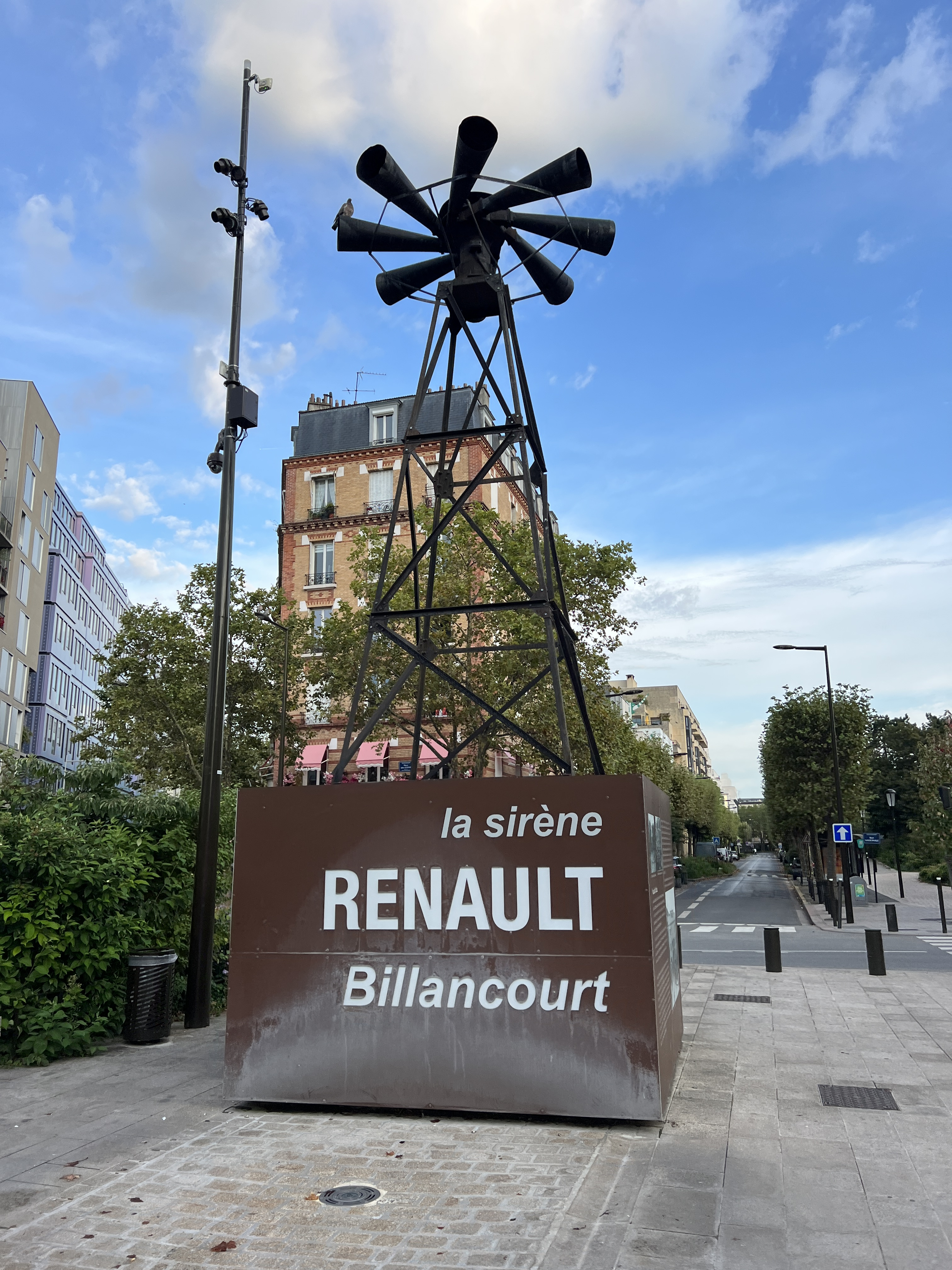
La sirène Renault sur la place.

- En 2020 a été installée sur la place une ancienne sirène d'alerte des usines Renault, qui retentissait chaque premier du mois à midi[6].
- Ancienne usine Renault, transformée en lycée du Trapèze[7].